# プロント・モント
| 専門評論家によるレビュー | 専門評論家によるレビュー |
| レビュー・スコア         | レビュー・スコア         |
| 出典                     | 評価                     |
| ------------------------ | ------------------------ |
| Christgau's Record Guide | B+                       |

『プロント・モント』（Pronto Monto）は、1978年にリリースされたケイト&アンナ・マクギャリグルの3枚目のアルバムである。タイトルはフランス語の "prends ton manteau" の発音に近いもので、「コートを持っていく」という意味である。
『プロント・モント』はより多くのエアプレイを得るために、ポップに磨きをかけて制作された。しかし、このアルバムは期待に応えられず、その後すぐに姉妹はワーナー・ブラザース・レコードから脱退した。
「NaCl（Sodium Chloride）」と「Pronto Monto（Prends ton manteau)」の2曲は他のアルバムにも収録されていたが、このアルバムは長い間、マクギャリグル姉妹のアルバムで唯一CDが発売されていなかった。2016年、ついにこのアルバムのCDがオムニヴォア・レコーディングス（Omnivore Recordings）からリリースされた。

## 収録曲
1. "Oh My Heart" (アンナ・マクギャリグル、デーン・ランケン) – 3:07
2. "Side of Fries" (ケイト・マクギャリグル、フィリップ・タターシェフ) – 3:22
3. "Just Another Broken Heart" (デイビッド・ニックターン) – 3:33
4. "NaCl (Sodium Chloride)" (ケイト・マクギャリグル) – 2:28
5. "Pronto Monto (Prends ton manteau)" (ケイト&アンナ・マクギャリグル、フィリップ・タターシェフ) – 2:51
6. "Stella by Artois" (ケイト・マクギャリグル) – 3:53
7. "Bundle of Sorrow, Bundle of Joy" (アンナ・マクギャリグル) – 4:04
8. "Come Back Baby" (ケイト・マクギャリグル) – 3:18
9. "Tryin' to Get to You" (チャールズ・シングルトン、ローズ・マリー・マッコイ) – 2:39
10. "Fixture in the Park" (アンナ・マクギャリグル) – 3:37
11. "Dead Weight" (アンナ・マクギャリグル) – 2:27
12. "Cover Up My Head" (ウィリアム・デュマレスク、ガルト・マクダーモット) – 2:53

## パーソネル
- デヴィッド・スピノザ、ジェフ・ミロノフ、ジェリー・ドナヒュー、スコット・ラング、デイビッド・ニックターン、リチャード・レズニコフ – ギター
- ジョン・ショール – スティール・ギター
- トニー・レヴィン、ゴードン・エドワーズ、フリーボ、ボブ・グラウブ、パット・ドナルドソン – ベース
- マイケル・ムーア – ダブルベース
- ケン・ピアソン – キーボード
- スティーヴ・ガッド、バーナード・パーディ、ゲイリー・マラバー、グラディ・テイト、ゲイリー・ミュア – ドラムス
- スー・エヴァンス、ジョージ・デベンス、ヴィクター・フェルドマン – パーカッション
- ケニー・コセク – フィドル
- チャイム・タネンバウム – マンドリン、ハーモニカ、バックグラウンド・ボーカル
- デヴィッド・ウッドフォード、ブライアン・カミング – サクソフォーン
- ジョージ・ヤング – クラリネット